# Gene Rock
Eugene O. Rock, detto Gene (Caruthers, 4 novembre 1921 – San Diego, 31 ottobre 2002), è stato un cestista statunitense, professionista nella BAA.